# Salvatore Greco (Mafioso, 1924)
Salvatore Greco (* 12. Mai 1924; † nach 1963), auch bekannt unter dem Spitznamen „l’Ingegnere“ (der Ingenieur) oder „Totò il Lungo“ („Totò der Lange“), war ein hochrangiges Mitglied der sizilianischen Mafia. Er entstammte einer Linie der Ciaculli-Fraktion der Greco-Mafiafamilie, dessen Stammvater Pietro Greco war. Salvatore war eines von vier Geschwistern, von denen die anderen drei im Gegensatz zu ihm zivilen Berufen nachgingen.

## Kriminelle Laufbahn
Salvatore Greco war der Sohn von Pietro Greco, der 1946 während einer Familienfehde zwischen den Greco-Fraktionen Ciaculli und Croceverde-Giardini getötet wurde. Sein Cousin Salvatore „Ciaschiteddu” Greco“ wurde einer der ersten Vorsitzenden der Cupola.
Salvatore „der Ingenieur“ Greco galt als einer der rätselhaftesten Mafiosi der sizilianischen Cosa Nostra. Er wurde als „graue Eminenz der gesamten Organisation“ beschrieben, welche im Hintergrund die Fäden in der Hand behielt. Seine Aufgabe bestand darin, die Ausrottung von verfeindeten Mafiafamilien einzuleiten oder Strategien für den Drogenhandel zu beschließen. Er trat 1946 in die Freimaurerloge Garibaldi in Palermo ein. Richter Cesare Terranova, welcher die kriminelle Aktivitäten der Grecos untersuchte und sie in den 1960er Jahren anklagte (als sich bereits einige Mitglieder wieder auf freiem Fuß befanden), bezeichnete „den Ingenieur“ als eine Schlüsselfigur in den internationalen Netzwerken für Zigaretten- und Heroinschmuggel. Salvatore Greco reiste häufig nach Marseille, Tanger, Gibraltar, Malta, Mailand und Genua, alles wichtige Knotenpunkte im internationalen Handelskreislauf des Drogenschmuggels im Mittelmeerbereich und der French Connection. 1952 wurde der Name „des Ingenieurs“ erstmals mit Heroin in Verbindung gebracht, als eine von Frank Coppola an ihn gesendete Ladung von sechs Kilogramm in Alcamo abgefangen wurde. Greco unterhielt eine Flotte geheimer Boote, deren Namen ständig geändert wurden.

## Erster Mafiakrieg
Die Greco-Cousins waren Protagonisten im blutigen Mafiakrieg zwischen rivalisierenden Clans im Palermo der frühen 1960er Jahre – bekannt als Erster Großer Mafiakrieg – und dem folgenden in den frühen 1980er Jahren, um die profitablen Geschäftsmöglichkeiten zu kontrollieren, die sich aus dem schnellen Wachstum ergaben, welche der illegale Heroinhandel nach Nordamerika bot. Der Konflikt wurde durch einen Streit über eine untergewichtige Heroinsendung und im Dezember 1962 durch den Mord an Calcedonio Di Pisa, einem Verbündeten der Grecos, ausgelöst. Die Greco verdächtigten die Brüder Salvatore und Angelo La Barbera, die Feindseligkeiten begonnen zu haben. Am 30. Juni 1963 explodierte eine Autobombe in der Nähe von „Ciaschiteddu“ Grecos Haus in Ciaculli und tötete sieben Polizisten und Soldaten, die nach einem anonymen Telefonanruf zur Entschärfung geschickt wurden. Die Empörung über das Massaker von Ciaculli verwandelte den Mafiakrieg in einen Krieg gegen die Mafia. Es löste die ersten konzertierten Anti-Mafia-Bemühungen des Staates im Italien der Nachkriegszeit aus. Die sizilianische Mafia-Kommission wurde aufgelöst und von den Mafiosi, die der Verhaftung entkamen, flohen viele ins Ausland.

## Flucht
Das durch das Massaker von Ciaculli verursachte Chaos störte den sizilianischen Heroinhandel mit den Vereinigten Staaten empfindlich. Etliche Mafiosi wurden verfolgt, verhaftet und eingesperrt. Die Kontrolle über den Handel fiel in die Hände von Pietro Davì, Tommaso Buscetta und Gaetano Badalamenti. Salvatore Greco wurde 1968 beim „Prozess gegen die 114“ zu zehn Jahren Haft verurteilt, aber da er seit 1963 auf der Flucht war, konnte das Urteil nicht vollstreckt werden. Interpol glaubte, er würde sich möglicherweise im Libanon aufhalten, wo er einen Großteil der internationalen Handelskanäle kontrollierte. Andere Quellen gaben vor, er sei nach Venezuela geflüchtet. Von den beiden Cousins galt „der Ingenieur“ laut Interpol und dem US-amerikanischen Federal Bureau of Narcotics (FBN) als der Versiertere und Mächtigere. 1973 erging ein weiteres Urteil in Abwesenheit der Greco-Cousins. Beide erhielten für die maximale Dauer von fünf Jahren eine innere Verbannung auf die abgelegenen Insel Asinara (heute ein Nationalpark), doch sie waren spurlos verschwunden. Die Schwester des „Ingenieurs“ Girolama Greco ist mit Antonio Salamone „Il Furbo“ (12. Dezember 1918 in San Giuseppe Jato – 31. Mai 1998 in São Paulo) aus einer Mafiafamilie in San Giuseppe Jato verheiratet. Laut Mafia-Chef Giuseppe Guttadauro, der von der Polizei in einer Abhöraktion belauscht wurde, war Greco 2001 anscheinend noch am Leben.